# Asiento de Negros

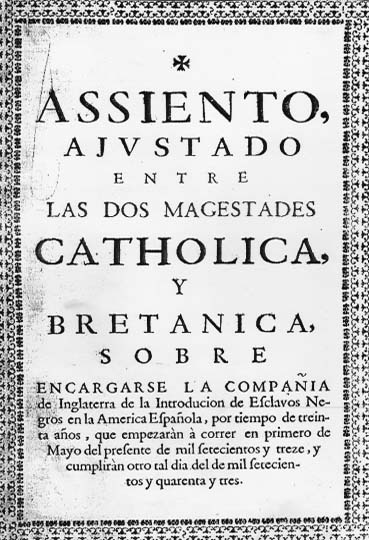
Asiento zwischen Spanien und England, 1713

Der Asiento de Negros (wörtlich: Vertrag über Schwarze) war ein Vertrag der spanischen Krone in Form eines Asientos über die Einfuhr afrikanischer Sklaven in das spanische Amerika, der mit unterschiedlichen Vertragspartnern und -inhalten vom 16. bis 18. Jahrhundert geschlossen wurde.

## Vertragsinhalt
Der Asiento de Negros stellte den Versuch dar, das Problem des Arbeitskräftemangels in Spanisch-Amerika über den Import von Sklaven zu lösen und gleichzeitig das System des Monopolhandels mit den eigenen Kolonien aufrechtzuerhalten. 

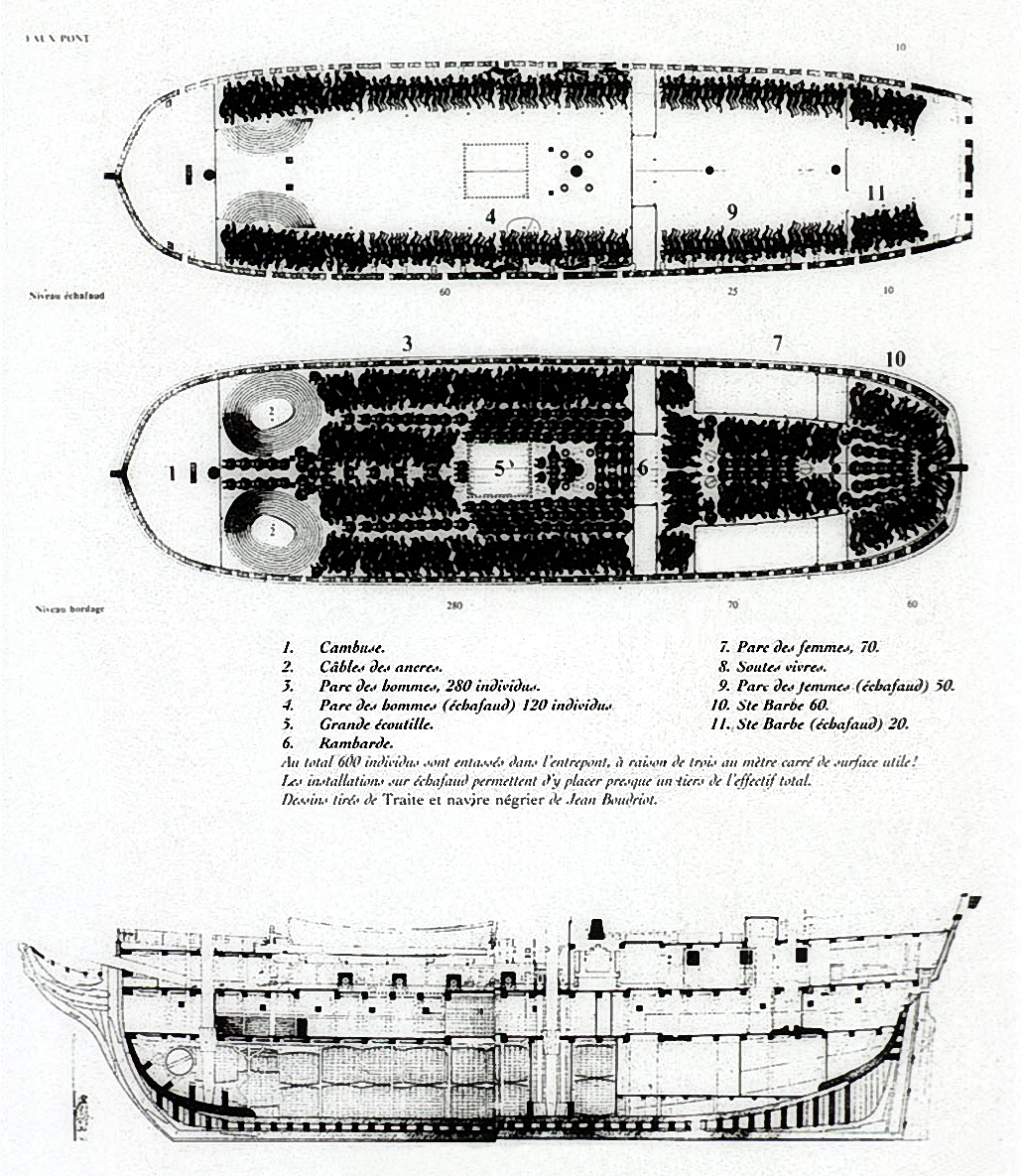
Skizze eines Sklavenschiffes

Zwar erfuhr im Laufe der Zeit der Asiento de Negros je nach Vertragspartner und internationaler politischer Konjunktur zahlreiche Modifizierungen, doch lassen sich grundsätzlich einige allgemeine Merkmale feststellen. Der Asiento de Negros wurde für einen Zeitraum zwischen fünf und 30 Jahre geschlossen und erlaubte die Einfuhr von ca. 4000 bis 5000 Sklaven jährlich. Die Anzahl der Sklaven wurde entweder pro Kopf, in pieza de India oder nach der Größe der Sklavenschiffe in Tonnen (gerechnet wurden drei piezas de India auf eine Tonne) angegeben, sodass die Zahl der tatsächlich beförderten Menschen schwankte. Auch die aufgrund der hohen Sterblichkeit der Sklaven während der Überfahrt zu erwartenden Verluste wurden in die Abmachungen mit einbezogen, so dass den Vertragsnehmern erlaubt wurde, über das eigentlich vereinbarte Kontingent hinaus zum Teil auch noch nach Ende der Vertragslaufzeit Sklaven (zwischen 20 % und 40 % der vereinbarten Anzahl) nach Amerika zu liefern. Außerdem legte der Vertrag die anzulaufenden Häfen in Afrika, Europa und Amerika fest. Dagegen verpflichtete sich der Vertragsnehmer zur Zahlung einer bestimmten Summe an Abgaben, die zwischen 100 und 212 Achterstücken pro Sklave bzw. pieza de India lag und zu einer Anleihe an die spanische Krone zu außergewöhnlich günstigen Konditionen. Die Abgaben wurden jährlich oder per Einmalzahlung auf den im Vertrag vereinbarten Lieferumfang entrichtet, unabhängig von der Zahl der tatsächlich gelieferten Sklaven. Seit dem letzten Viertel des 17. Jahrhunderts gestattete man im Rahmen des Asiento auch die Belieferung Spanisch-Amerikas mit herkömmlichen Handelswaren auf Rechnung des Vertragsnehmers, wobei Anzahl und Größe der Schiffe genau festgelegt wurden.

## Geschichte

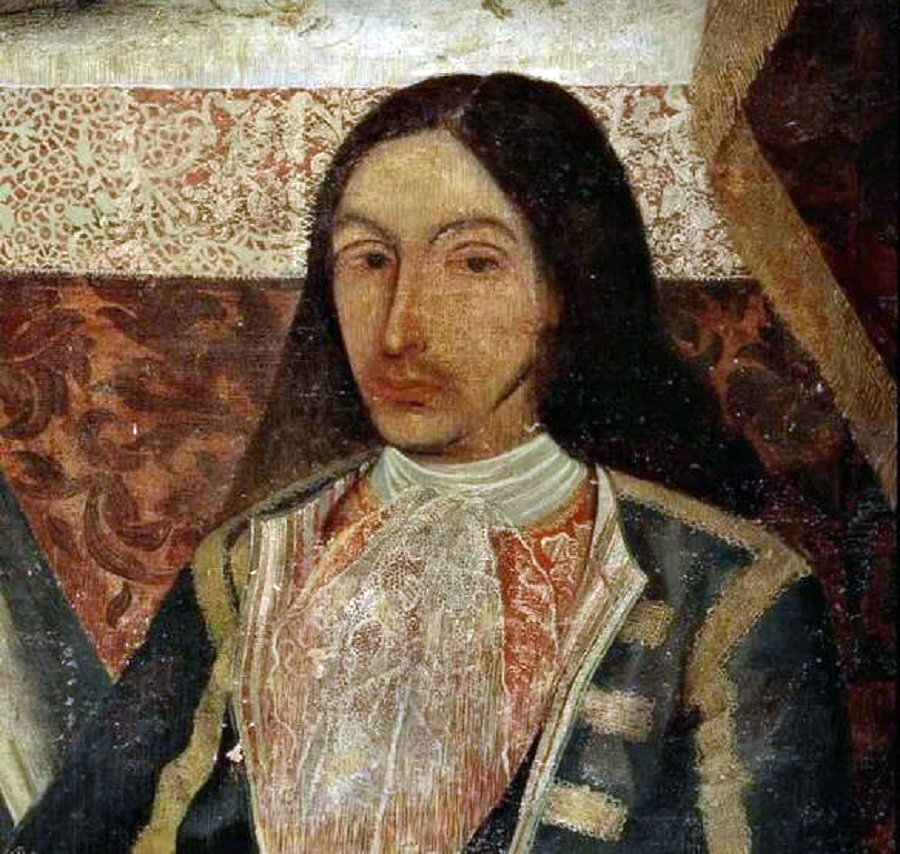
Der Spanier Amaro Pargo, einer der berühmtesten Freibeuter des Goldenen Zeitalters der Piraterie, beteiligte sich am afrikanischen Sklavenhandel in Hispanoamerika.

Zunächst zwangen die Spanier für die wirtschaftliche Ausbeutung der Neuen Welt die indigene Bevölkerung zu Arbeitsdiensten, was zum einen deren Dezimierung zur Folge hatte, zum anderen vor allem von kirchlicher Seite Einwände gegen dieses System hervorrief. So wurde bereits in den ersten Jahrzehnten des 16. Jahrhunderts damit begonnen, die einheimischen Arbeitskräfte durch afrikanische Sklaven für die Arbeit in den Bergwerken und auf den Plantagen zu ersetzen.
Obwohl also schon bald nach der europäischen Entdeckung Amerikas afrikanische Sklaven in die Neue Welt gebracht wurden, beginnt die Geschichte des Asiento de Negros erst im Jahre 1585. Bis dahin verlieh die spanische Administration für persönliche Verdienste oder zur Deckung von Staatsanleihen einzelne Lizenzen für den transatlantischen Sklavenhandel. Allerdings waren die Begünstigten oftmals kaum in der Lage, den Handel auch abzuwickeln, sodass zwar ein schwunghafter Handel mit den Lizenzen betrieben wurde, die erwarteten Arbeitskräfte aber nicht in ausreichender Zahl Amerika erreichten.
Die portugiesisch-spanische Thronunion im Jahr 1580 eröffnete Spanien erstmals die Möglichkeit, den Sklavenhandel in erfahrene Hände zu legen, ohne den Angehörigen eines fremden Königreichs den Zutritt nach Amerika gewähren zu müssen. Schließlich waren die Portugiesen seit Mitte des 15. Jahrhunderts entlang der afrikanischen Westküste gesegelt, hatten dort Faktoreien gegründet und den Handel mit afrikanischen Sklaven nach Europa und später Amerika begonnen. 
Nach dem Abfall Portugals von Spanien im Jahre 1640 stellte sich das Problem des Sklavenhandels für Spanien neu, wollte man doch den einträglichen Handel nicht einer als rebellisch angesehenen Provinz überlassen. In der Folge wurde der Asiento an verschiedene international tätige Kaufleute bzw. Handelshäuser vergeben. Die Belieferung dieser Asientohalter wiederum mit afrikanischen Sklaven unterlag einem scharfen Wettbewerb zwischen allen europäischen Staaten mit Interessen am interkontinentalen Handel. Schließlich monopolisierte England nach dem Frieden von Utrecht 1713 den Sklavenhandel nach Spanisch-Amerika über einen Asiento, den man sich in einem zwischenstaatlichen Vertrag für 30 Jahre überschreiben ließ. Nach Beendigung des englischen Asiento 1750 ging nach einer Übergangsphase, in der wieder Lizenzen ausgegeben wurden, der Vertrag an eine spanische Kompanie, die ihn mit kleineren Unterbrechungen bis ins Jahr 1779 hielt, als Spanien aus Angst vor Versorgungsmängeln aufgrund eines erneuten Krieges mit England den Handel mit Sklaven für alle Spanier öffnete. 

### Die portugiesische Phase
Der erste Asiento wurde 1585 mit Pedro Gomez Reynel geschlossen. Er gab das Muster vor für die bis 1640/41 währende „portugiesischen Phase“ der Geschichte des Asiento de Negro. In dem Vertrag wurde vereinbart, 4250 schwarze Sklaven nach Amerika zu liefern. Um die Sterblichkeitsrate auszugleichen, wurde dem Vertragsnehmer dafür das Recht übertragen, Lizenzen für den Transport von 5500 bis 6500 afrikanischen Sklaven weiter zu verkaufen. Damit refinanzierte er die jährlich an die königliche Kasse zu entrichtende Summe von 100.000 Dukaten. Der Asientist war berechtigt, die Anzahl der Sklaven, deren Handel er nicht über Lizenzen veräußert hatte, selbst zu handeln, durfte aber den Kaufleuten Sevillas und Lissabons den Verkauf von Lizenzen, deren Höchstpreis festgelegt war, nicht verweigern. Die Sklaven mussten in Sevilla, Cádiz, Lissabon, auf den Kanaren oder in portugiesischen Faktoreien geladen werden. Je 500 Sklaven sollten pro Jahr nach Hispaniola (die heutige Dominikanische Republik / Haiti) und Kuba  geliefert werden. Der Bestimmungshafen des restlichen Kontingents wurde nach Bedarf 15 Monate im Voraus festgelegt. Außer Buenos Aires, dessen Belieferung mit 600 Sklaven dem Vertragsnehmer vorbehalten blieb, durfte allerdings das Festland des südlichen Amerika nicht angelaufen werden. Die Lizenznehmer, ausschließlich kastilische oder portugiesische Kaufleute, durften ihre Sklaven in Amerika frei verkaufen und außer mit Edelmetallen und Produkten, die der Casa de Contratación vorbehalten waren, außerhalb der Indienflotte nach Europa zurückkehren.
Zwar variierten in der Folge Häfen, Kontingente und Abgabensumme leicht, doch blieben die wesentlichen Merkmale des Asiento bis 1640 unverändert. Das führte zum einen zu unkontrollierbarem Schmuggel sowohl mit Sklaven als auch mit anderen Waren. Denn die Asientisten versuchten, die Sklaven möglichst selbst bis ins Landesinnere zu verhandeln, weil sich dort günstige Gelegenheit zu Schmuggel und große Gewinnspannen boten. Zum anderen blieb der spanischen Administration immer die aufgrund des Sklavenhandels kaum verhinderbare portugiesische Zuwanderung nach Amerika ein Dorn im Auge, die eigentlich den Kastiliern vorbehalten war. Immer wieder kam es zur Anklage und Strafverfolgung der Vertragsnehmer. Zwischen 1611 und 1615 kehrte man vorübergehend sogar ganz zum Lizenzsystem zurück. Allerdings scheiterte dieses System an der Auflage, über Sevilla ausfahren zu müssen. Auch fehlte die portugiesische Erfahrung für die Administration des Handels, so dass man bis 1641, als der Handel mit Rebellen verboten wurde und damit der gerade verlängerte Asiento hinfällig wurde, wieder zum Asientosystem mit portugiesischen Kaufleuten zurückkehrte.

### Die internationale Phase

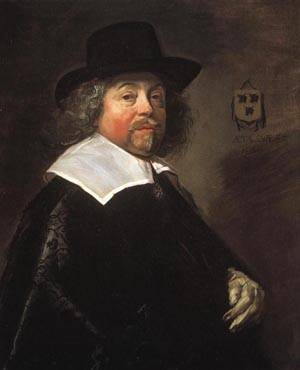
Joseph Coymans, sein Bruder und zwei Cousinen waren am Asiento beteiligt. Gemalt von Frans Hals (1644). Wadsworth Atheneum Hartford (Connecticut)

Nachdem man bis 1662 wiederum Lizenzen an verschiedene Kaufleute ausgegeben hatte mit insgesamt unbefriedigendem Ergebnis, schloss die spanische Administration in diesem Jahr einen Asiento mit den Genueser Kaufleuten Domingo Grillo und Ambrosio Lomelin. Die Vertragsnehmer sollten keine Lizenzen mehr ausgeben, sondern den Sklavenhandel selbst organisieren. Erstmals wurde mit der Vereinbarung über die Lieferung von 3500 piezas de India diese Zähleinheit in einem königlichen administrativen Dokument verwendet. Die Sklaven für den Verkauf durften ausschließlich nach Cartagena, Portobelo oder Veracruz gebracht werden. Die Rückfrachten sollten innerhalb des spanischen Flottensystems transportiert werden, soweit dies zur Verfügung stand. Dafür bezahlten die Vertragsnehmer 30.000 Pesos jährlich an die Staatskasse. Außerdem wurde dieser Asiento mit einem Schiffsbauprogramm verbunden. Die Vertragsnehmer verpflichteten sich, zehn Schiffe an der Biskaya zu bauen sowie die Werften in Havanna, Campeche und Santo Domingo mit Sklaven und Schiffsbaumaterialien zu versorgen. Die Schiffe der Asientisten mussten von den Häfen Andalusiens aufbrechen und durften, abgesehen von den Übersetzern, keine Ausländer in der Mannschaft beschäftigen. Angehörige von Staaten, die sich mit Spanien im Krieg befanden, wurden vom Handel ausgeschlossen. 
Alle Asientos bis zum Ende des 17. Jahrhunderts wurden nach diesem Muster abgeschlossen, wenn auch die Zahl der Anlieferhäfen mit der Zeit ausgeweitet und das Schiffsbauprogramm je nach Notwendigkeiten durch Kredite oder Zahlungen für eine amerikanische Küstenwache ersetzt wurde. Erstmals erlaubte man 1674 im Rahmen des Asiento die Entsendung herkömmlicher Waren und deren Verkauf in amerikanischen Häfen. 
Diese Phase des Asientohandels war geprägt von scharfer internationaler Konkurrenz. Im Verlauf des 17. Jahrhunderts gründeten fast alle westeuropäischen Staaten Faktoreien an der westafrikanischen Küste und hatten sich auf verschiedenen Karibikinseln festgesetzt. Die in Europa gegründeten Kompanien, die für den Überseehandel ihres jeweiligen Staates privilegiert waren, bemühten sich, über Verbindungen zu den jeweiligen Asientoinhabern, möglichst große Kontingente der vereinbarten Sklavenzahl an die Vertragsnehmer zu liefern. Vor allem im niederländischen Curaçao und im englischen Jamaika wurden Sklavendepots eingerichtet, über die sich die Asientisten versorgten. Aber auch Schweden und Kurbrandenburger beteiligten sich an den Lieferungen für den Asiento. Immer wieder kam es zu Intrigen gegen den einen oder anderen Asientoinhaber, einige landeten in spanischen Gefängnissen, 1695 soll einer gar von den Niederländern vergiftet worden sein.
Der letzte Asiento des 17. Jahrhunderts wurde mit der portugiesischen Companhia de Cacheu geschlossen und verweist bereits auf die Phase der großen zwischenstaatlichen Verträge, als der Asiento zum diplomatischen Instrument der europäischen Politik avancierte. Der portugiesische König gewährte der Cacheukompanie nicht nur ein Darlehen, um die Bewirtschaftung des Asiento überhaupt zu ermöglichen, sondern war auch zu vier Fünftel selbst an der Kompanie beteiligt. Auseinandersetzungen um die Asientolieferungen zogen in der Folge Schwierigkeiten auf höchster diplomatischer Ebene nach sich.

### Die staatlichen Asientos

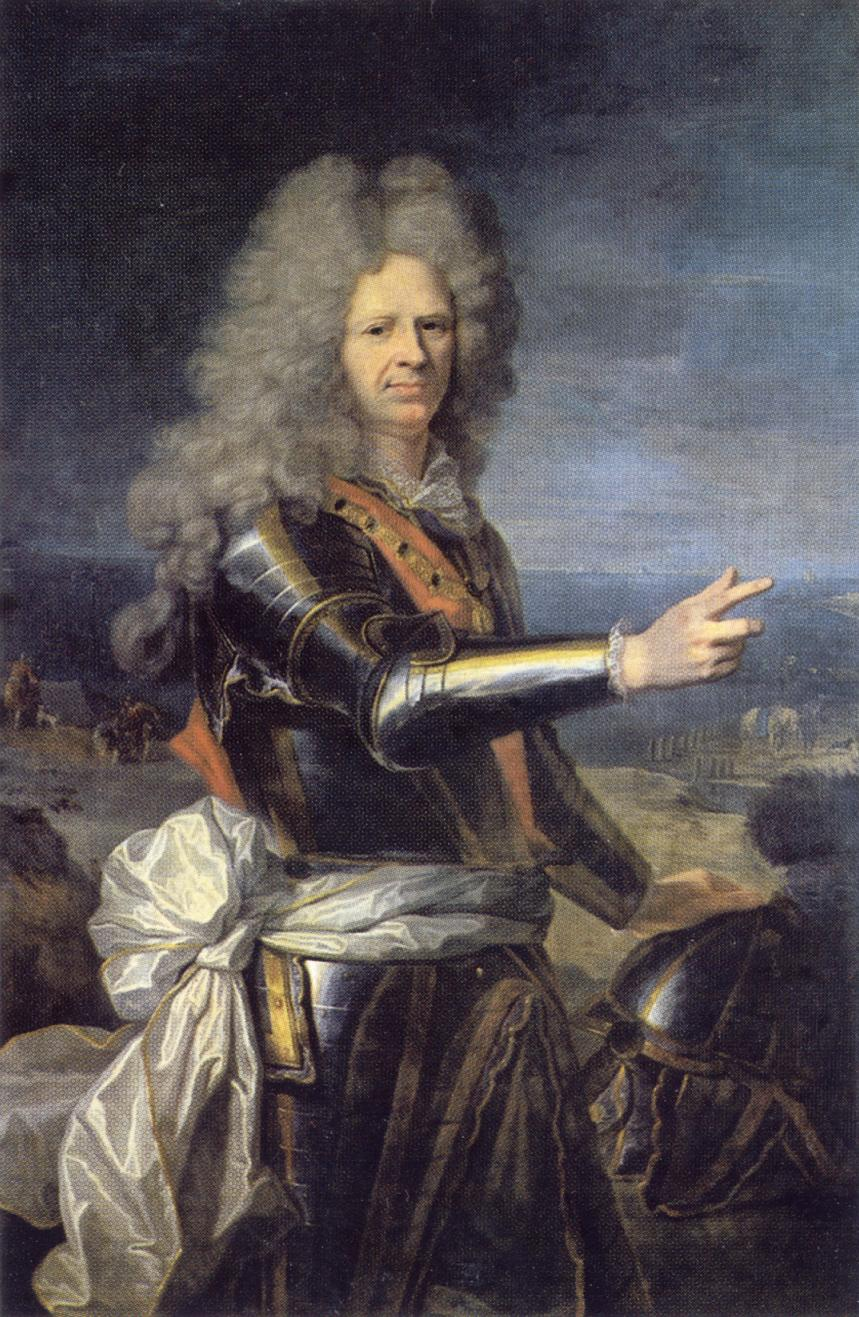
Jean Baptiste du Casse, 1700

Mit der Vergabe des Asiento 1701 an Frankreich und dem Spanischen Erbfolgekrieg wurde der Asiento endgültig zu einem Gegenstand der europäischen Diplomatie. Nach dem Tod Karls II. von Spanien, der Philipp von Anjou als seinen Erben eingesetzt hatte, schloss Spanien einen Asiento für zehn Jahre mit dem Franzosen Henri Ducasse zugunsten der neu zu gründenden Compagnie de Guinée et de l’Assiente. Gleichzeitig waren sowohl der französische als auch der spanische König als Vertragsnehmer am Asiento beteiligt. Zur Sicherung der spanischen Erbfolge wurde ein Bündnis zwischen Portugal, Frankreich und Spanien geschlossen, dem allerdings die hohen Verluste des portugiesischen Königs im Zusammenhang mit dem vorangegangenen Asiento der portugiesischen Kompanie im Weg standen. So erhielt der Asiento erstmals Einzug in einen zwischenstaatlichen, völkerrechtlichen Vertrag, indem innerhalb dieses Bündnisses vereinbart wurde, dass der spanische König gegenüber dem portugiesischen für die erlittenen Verluste aufkäme. Frankreich garantierte die Zahlungen. Die Bemühungen Englands Portugal aus dieser Allianz zu lösen und in die Große Allianz  einzubinden scheiterte eine Zeitlang auch an diesen pekuniären Interessen, so dass sich der portugiesische König erst bereitfand, die Seiten zu wechseln, als das amerikanische Silber, das für den Ausgleich der Verluste der Cacheukompanie vorgesehen war, in die Hände der Alliierten gefallen war. 
Gleichzeitig gilt die Überschreibung des Asiento an Frankreich als ein wichtiger Kriegsgrund, weil vor allem die Briten sich durch diese Maßnahme ihrer Beteiligung am Handel mit Spanisch-Amerika beraubt sahen. Ein Kriegsziel war folglich immer die Erringung des Asiento für Großbritannien. Bereits 1706 schlossen die Briten einen Asiento mit dem von ihnen als spanischen König anerkannten Erzherzog Karl, der aufgrund des Krieges allerdings nicht zur Ausführung kommen konnte. Noch bevor die Briten mit Spanien in Friedensverhandlungen traten, sicherten sie sich 1713 die Versorgung Spanisch-Amerikas mit afrikanischen Sklaven mittels eines Asiento 30-jähriger Laufzeit. Im Utrechter Frieden wurde der Asiento nochmals festgeschrieben. Erstmals wurde der Vertrag zwischen zwei Staatsoberhäuptern geschlossen und trat so endgültig in die Sphäre völkerrechtlicher Verträge. Beide Monarchen waren zu einem Viertel an den Geschäften der für die Bewirtschaftung des Asiento gegründeten South Sea Company beteiligt. Die Einlage des spanischen Königs in die Unternehmungen wurde von der Kompanie vorgestreckt. Darüber hinaus bewilligte ihm die Kompanie eine Anleihe von 200.000 Pesos, die erst nach 20 Jahren zurückgezahlt werden musste. Neben der Einfuhr von 4800 piezas de India jährlich wurde der Kompanie gestattet, einmal im Jahr zur Messezeit ein Schiff von 500 Tonnen mit herkömmlichen Handelswaren, das so genannte Annual Ship, von London nach Portobelo zu senden, das von den üblichen Abgaben befreit war.
Der britische Asiento währte bis ins Jahr 1750; 1718–1721, 1727–1729 und 1739–1748 war er durch Kriege unterbrochen. Der Ausbruch des War of Jenkins’ Ear 1739 hatte sich an der Umsetzung des Asiento entzündet, so dass im Frieden von Aachen 1748 die Erfüllung der restlichen Laufzeit des Vertrages festgeschrieben wurde. Gegen eine Ablösesumme von 100.000 Pfund Sterling wurde er 1750 im Vertrag von Madrid offiziell aufgelöst.

### Die Endphase
Nach einer erneuten Phase der Lizenzvergabe, bekam 1765 das Handelshaus Aguirre, Arístegui y Compañía, besser bekannt als Compañía Gaditana den Asiento zugesprochen. Trotz großer Schwierigkeiten, den Vertrag zu erfüllen, hielt die Kompanie den Vertrag mit einer Unterbrechung in den Jahren 1772/1773 bis 1779. Allerdings war dieser Asiento kein reines Monopol mehr, denn daneben wurden einige kleinere Lizenzen für den Sklavenhandel ausgegeben.
Die Übergabe der im Golf von Guinea gelegenen Inseln Fernando Póo (damals: Formosa) und Annobón (Pagalu) von Portugal an Spanien eröffnete den Spaniern einen direkteren Zugriff auf die Westküste Afrikas. Ein erneuter Krieg mit England führte 1780 zur Öffnung des Sklavenhandels mit dem nördlichen Spanisch-Amerika für alle Spanier, eine Erlaubnis, die in der Folge sukzessive ausgeweitet wurde. Der Asiento wurde nach 1779 nicht mehr vergeben.

### Die Asientoinhaber

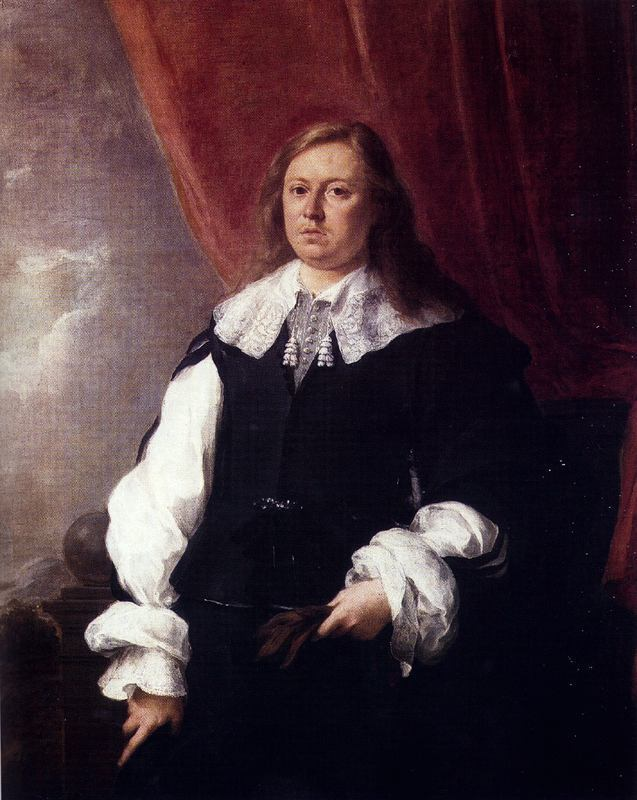
Joshua van Belle und sein Bruder Pedro waren beteiligt an Sklavenhandel, in Cadiz und auf Curaçao; gemalt von Bartolomé Esteban Murillo, 1670, National Gallery of Ireland, Dublin

Viele Asientoverträge wurden vorzeitig aufgelöst, manche noch nach der Vertragslaufzeit bewirtschaftet und manche gingen ohne den Abschluss eines neuen Vertrags nach dem Tod des Vertragsnehmers auf seinen Geschäftspartner über. Auch wurde in einigen Verträgen der Bewirtschaftungsbeginn vordatiert. Deshalb geben die hier genannten Jahreszahlen weder die exakte Vertragslaufzeit, noch den exakten Bewirtschaftungszeitraum wieder, sondern den ungefähren Zeitraum des Vertragsbesitzes. Ein Kreuz hinter einem Vertragspartner symbolisiert die Übernahme des Vertrages durch einen engen Mitarbeiter und Nachfolger ohne einen neuen Vertragsabschluss.
- 1595–1601 Pedro Gómez Reynel
- 1602–1603 Juan Rodríguez Coutiño
- 1603–1609 Gonzalo Báez Coutiño
- 1609–1611 Agustin Coello
- 1615–1621 Antonio Fernández de Elvas (oder Delvas).
- 1623–1631 Miguel Rodríguez Lamego
- 1631–1641 Melchor Gómez Angel und Cristobal Méndez de Sousa

- Zwischen 1641 und 1662 gab es kein Asiento.

- 1662–1674 Domingo Grillo und Ambrosio Lomelín
- 1674–1675 Antonio García
- 1676–1681 Consulado de Sevilla (Sevillaner Kaufmannsgilde)
- 1676–1679 Manuel Hierro de Castro und Manuel José Cortizos
- 1680–1683 Juan Barroso del Pozo  und Nicolas Porcio
- 1683–1685 Nicolás Porcio
- 1685–1686 Balthasar Coymans (8. November 1686)
- 1686–1688 Jan Carçau
- 1688–1691 Nicolás Porcio
- 1692–1695 Bernardo Francisco Marín de Guzmán
- 1695–1701 Manuel Ferreira de Carvallo als Teilhaber und im Namen der Real Compañía de Cacheu des Königreichs Portugal
- 1701–1713 Jean Baptiste du Casse im Namen der Compagnie de Guinée et de l’Assiente des Königreichs Frankreich
- 1713–1750 Großbritannien, Umsetzung durch die South Sea Company (Zwischen 1739 und 1743 gab es kein Asiento)
- 1750–1764 ???
- 1765–1772 Miguel de Uriarte im Namen von Aguirre, Aristegui y Compañía, besser bekannt als Compañía Gaditana
- 1773–1779 Aguirre, Aristegui y Compañía bzw. Compañía Gaditana[3]

## Bedeutung

### Zwangsmigration
Die in den Asientoverträgen vereinbarten Liefermengen geben nur unzulänglich die tatsächlich im Rahmen dieser Verträge gehandelten Menschen wieder. Zum einen war die Angabe der Sklaven in piezas de India deutlich kleiner als die Zahl der dafür tatsächlich zu liefernden Sklaven. Zum anderen war der eigentliche Sklavenhandel für den Vertragsnehmer der verlustreichste Part des Geschäftes, so dass die Lieferung anderer Schmuggelwaren statt Sklaven für die Händler eine vernünftige ökonomische Entscheidung war. Auch waren im Rahmen des Asiento gehandelte Sklaven immer teurer als die anderweitig erhältlichen, so dass die Asientisten selbst einen Teil ihrer Sklaven unregistriert verkauften. Dennoch kann man annehmen, dass die spanische Administration relativ gut über die Nachfrage nach Arbeitskräften in ihren Kolonien informiert war und so geben die Asientozahlen zumindest Auskunft über den Bedarf und damit auch über die nach Spanisch-Amerika zwangsmigrierten Afrikaner. Permanente Klagen über Arbeitskräftemangel sprechen zwar dafür, dass der Bedarf nie ganz gedeckt war, doch lässt sich mit dem amerikanischen Historiker Philip D. Curtin darauf schließen, dass zwar die Menge der piezas de India nicht erfüllt wurde, die in den Verträgen vereinbarte Zahl aber ungefähr die Menge der Individuen angibt, die ins spanische Amerika geliefert wurden. Aus den Asientos ergibt sich die Summe von 132.600 Menschen in den Jahren zwischen 1595 und 1640 und 516.100 Menschen zwischen 1641 und 1773, die unfreiwillig ihre Heimat verließen und zur Zwangsarbeit nach Spanisch-Amerika gebracht wurden. Für die letzten Jahre, als der Asiento kein richtiges Monopol mehr darstellte, werden die Einfuhrzahlen auf ca. 14.900 Menschen geschätzt. Die Sterblichkeitsrate auf der Überfahrt zwischen 20 % und 40 % ist in diese Zahl noch nicht eingerechnet.

### Monopolsystem, Einwanderung und Schmuggel
So wie der Asiento für die spanischen Administration den Versuch darstellte, die Versorgung Spanisch-Amerikas mit afrikanischen Arbeitskräften zu sichern, ohne das Monopolsystem und die strenge Einwanderungskontrolle nach Amerika aufzugeben, so bedeutete umgekehrt der Asiento für Nicht-Spanier oftmals die einzige Möglichkeit, nicht nur über Strohmänner am Handel mit Spanisch-Amerika teilzuhaben. Die administrativen Bemühungen waren deshalb von Anfang an zum Scheitern verurteilt. Schon die portugiesischen Asientisten nutzten die Gelegenheit, um in Amerika zu siedeln und Nebengeschäfte abzuwickeln. 
Während der internationalen Phase dienten die Lieferungen im Rahmen des Asiento den westeuropäischen Kompanien zu ausgedehntem Schmuggel und eröffneten über den Verkauf von Sklaven und europäischen Manufakturwaren direkten Zugriff auf das Silber und die Rohstoffe Amerikas. Die Briten nutzten vor allem das annual ship, um ihre Manufakturwaren auch in Spanisch-Amerika an den Mann zu bringen. Meist wurde das Schiff von kleineren Boten begleitet, die es von Jamaika aus wieder beluden, so dass die Beschränkung auf 500 Tonnen Ladekapazität eine Fiktion blieb. An dieser Praxis entzündeten sich schließlich auch die Auseinandersetzungen, die zum War of Jenkins’ Ear führten. Besonders rentabel für die Vertragsnehmer war die Fahrt nach Buenos Aires, wo Handel mit den von Spanien meist schlecht versorgten Minengebieten Perus und des heutigen Bolivien getrieben werden konnte.

### Der Asiento als Finanzinstrument
Die Vergabe des Asiento stellte der spanischen Staatskasse feste, jährlich oder auf einmal zu entrichtende Einnahmen zur Verfügung. Daneben gewährten die Vertragsnehmer oft Kredite oder übernahmen andere öffentliche Aufgaben. 
Seit den letzten Jahren des 17. Jahrhunderts waren die Monarchen Portugals, Spaniens, Frankreichs und Englands persönlich an den Gewinnen und Verlusten des Asiento beteiligt. Diese Verwebung staatlicher und privater Interessen hob den Vertrag schließlich auf eine völkerrechtliche Ebene.
Die Verknüpfung des Sklavenhandelskontrakts mit der Verschuldung der öffentlichen Hand blieb nicht auf Spanien beschränkt. Die zur Bewirtschaftung des Vertrags gegründete South Sea Company übernahm einen beträchtlichen Teil der englischen Staatsschulden. 